# 沈学顺
沈学顺（1967年10月—），男，汉族，河南南阳社旗县人。天气预报和动力气象学专家，中国工程院院士，主要从事数值天气预报和业务系统工程研究。

## 简历
1987年毕业于兰州大学地质地理系。1990年取得兰州大学大气科学系天气动力学专业硕士。1992年被国家教委选拔为中日联合培养博士生，赴日留学于东京大学气候系统研究中心。1996年取得兰州大学博士学位。
2021年任中国气象局地球系统数值预报中心副主任。
2023年当选中国工程院环境与轻纺工程学部院士。

## 头衔
- 国家气象创新工程及中国气象局天气气候一体化模式重点创新团队首席科学家
- 中国气象学会数值预报专业委员会主任

## 荣誉
- 入选“国家高层次人才特殊支持计划”领军人才
- 国家创新人才推进计划“重点领域创新团队”
- “新世纪百千万人才工程”国家级人选
- 2021年获国家科学技术进步奖二等奖